# Bulla (rozbójnik)
Bulla – rozbójnik działający w Italii w latach 206–207 n.e., za panowania cesarza Septymiusza Sewera. 
Swoją bandę rekrutował głównie z wyzwoleńców cesarskich i zbiegłych niewolników. Był podobno szlachetnym zbójcą, na ogół ograbiał podróżnych jedynie z części mienia. Przejściowo zatrzymywał rzemieślników, a skorzystawszy z ich usług, uwalniał wynagrodziwszy częścią łupów. Przybrał przydomek Felix (łac. Szczęśliwy). Jego spryt i zuchwałość zadziwiały współczesnych. 
Przez dwa lata plądrował ziemie italskie na czele bandy liczącej 600 ludzi, uchodząc pościgom, wymykając się zasadzkom i zacierając za sobą ślady dzięki dobrze zorganizowanemu wywiadowi wśród miejscowej ludności. Stosował przebiegłe fortele, a w razie konieczności – również przekupstwo. Został schwytany na osobisty rozkaz cesarza. Podobno wydała go ukochana kobieta. Po ujęciu i wyroku skazującym został rzucony dzikim zwierzętom na pożarcie (tzw. damnatio ad bestias).
Na pytanie prefekta pretorianów Papiniana, dlaczego został rozbójnikiem, miał odpowiedzieć: „A dlaczego ty zostałeś prefektem?”. Jedynym źródłem wiadomości o nim pozostaje relacja Kasjusza Diona zawarta w jego dziele historycznym.